# Kaikyō-Linie
| Dreischienengleise auf der Kaikyō-Linie |                        |                                  |                                  |
| |                        |                                  |                                  |
| Streckenlänge: | 87,8 km                |                                  |                                  |
| Spurweite: | 1435 mm / 1067 mm      |                                  |                                  |
| Stromsystem: | 25 kV 50 Hz ~          |                                  |                                  |
| Streckengeschwindigkeit: | 140 km/h               |                                  |                                  |
| Zweigleisigkeit: | ganze Strecke          |                                  |                                  |
| |                        |                                  |                                  |
| Gesellschaft: | JR Hokkaidō JR Freight |                                  |                                  |
| \| \| \| ↑ Tsugaru-Linie von Aomori \| 1958– \| \| \| 0,0 \| Naka-Oguni (中小国) \| 1958– \| \| \| 2,3 \| Signalstation Shin-Nakaoguni \| 1988– \| \| \| \| \| \| \| \| \| → Hokkaidō-Shinkansen \| 2016– \| \| \| \| Ōhira-Tunnel (1510 m) \| \| \| \| \| Tsugaru-Tunnel (5880 m) \| \| \| \| 13,0 \| Okutsugaru-Imabetsu (津軽今別) \| 1988– \| \| \| \| Tsugaru-Futamata (津軽二股) \| 1958– \| \| \| \| ← Tsugaru-Linie \| 1958– \| \| \| \| Ōkawadai-Tunnel (1337 m) \| \| \| \| \| 1. Imabetsu-Tunnel (160 m) \| \| \| \| \| 2. Imabetsu-Tunnel (690 m) \| \| \| \| \| 1. Hamana-Tunnel (440 m) \| \| \| \| \| 2. Hamana-Tunnel (280 m) \| \| \| \| \| 3. Hamana-Tunnel (170 m) \| \| \| \| \| 4. Hamana-Tunnel (140 m) \| \| \| \| \| \| \| \| \| 32,5 \| Tappi-Kaitei (竜飛海底) \| 1988–2013 \| \| \| \| → Seikan Tunnel Tappi Shakō Line \| \| \| \| \| Seikan-Tunnel (53.850 m) \| \| \| \| \| Tsugaru-Straße \| \| \| \| 55,5 \| Yoshioka-Kaitei (吉岡海底) \| 1988–2013 \| \| \| \| \| \| \| \| \| 1. Yunosato-Tunnel (1167 m) \| \| \| \| 76,0 \| Shiriuchi (知内信号) \| 1988–2014 \| \| \| \| Shiriuchi-gawa \| \| \| \| \| 2. Yunosato-Tunnel (1638 m) \| \| \| \| \| Omonai-gawa \| \| \| \| \| 1. Omouchi-Tunnel (813 m) \| \| \| \| \| 2. Omouchi-Tunnel (1128 m) \| \| \| \| \| Mirokoshi-gawa \| \| \| \| \| 1. Mirokoshi-Tunnel (1634 m) \| \| \| \| \| 2. Mirokoshi-Tunnel (166 m) \| \| \| \| \| 3. Mirokoshi-Tunnel (322 m) \| \| \| \| \| 4. Mirokoshi-Tunnel (405 m) \| \| \| \| \| Tateari-gawa \| \| \| \| \| \| \| \| \| \| → Esashi-Linie \| 1935–2014 \| \| \| \| Kikonai-gawa \| \| \| \| 87,8 \| Kikonai (木古内) \| 1930– \| \| \| \| → Hokkaidō-Shinkansen \| 2016– \| \| \| \| ↓ Esashi-Linie nach Hakodate \| 1930– \| |                        |                                  |                                  |
| Strecke |                        | ↑ Tsugaru-Linie von Aomori       | 1958–                            |
| Bahnhof | 0,0                    | Naka-Oguni (中小国)              | 1958–                            |
| Blockstelle | 2,3                    | Signalstation Shin-Nakaoguni     | 1988–                            |
| |                        |                                  |                                  |
| Abzweig geradeaus und von links · Kreuzung geradeaus unten |                        | → Hokkaidō-Shinkansen            | 2016–                            |
| Tunnel |                        | Ōhira-Tunnel (1510 m)            | Ōhira-Tunnel (1510 m)            |
| Tunnel |                        | Tsugaru-Tunnel (5880 m)          | Tsugaru-Tunnel (5880 m)          |
| Bahnhof | 13,0                   | Okutsugaru-Imabetsu (津軽今別)   | 1988–                            |
| Strecke · Haltepunkt / Haltestelle |                        | Tsugaru-Futamata (津軽二股)      | 1958–                            |
| Kreuzung geradeaus oben · Strecke nach rechts |                        | ← Tsugaru-Linie                  | 1958–                            |
| Tunnel |                        | Ōkawadai-Tunnel (1337 m)         | Ōkawadai-Tunnel (1337 m)         |
| Tunnel |                        | 1. Imabetsu-Tunnel (160 m)       | 1. Imabetsu-Tunnel (160 m)       |
| Tunnel |                        | 2. Imabetsu-Tunnel (690 m)       | 2. Imabetsu-Tunnel (690 m)       |
| Tunnel |                        | 1. Hamana-Tunnel (440 m)         | 1. Hamana-Tunnel (440 m)         |
| Tunnel |                        | 2. Hamana-Tunnel (280 m)         | 2. Hamana-Tunnel (280 m)         |
| Tunnel |                        | 3. Hamana-Tunnel (170 m)         | 3. Hamana-Tunnel (170 m)         |
| Tunnel |                        | 4. Hamana-Tunnel (140 m)         | 4. Hamana-Tunnel (140 m)         |
| Tunnelanfang |                        |                                  |                                  |
| ehemaliger Haltepunkt / Haltestelle (im Tunnel) | 32,5                   | Tappi-Kaitei (竜飛海底)          | 1988–2013                        |
| Strecke (im Tunnel) · Haltepunkt / Haltestelle Streckenanfang und quer (im Tunnel) |                        | → Seikan Tunnel Tappi Shakō Line | → Seikan Tunnel Tappi Shakō Line |
| Strecke (im Tunnel) |                        | Seikan-Tunnel (53.850 m)         | Seikan-Tunnel (53.850 m)         |
| Strecke unter Wasserlauf (im Tunnel) |                        | Tsugaru-Straße                   | Tsugaru-Straße                   |
| ehemaliger Haltepunkt / Haltestelle (im Tunnel) | 55,5                   | Yoshioka-Kaitei (吉岡海底)       | 1988–2013                        |
| Tunnelende |                        |                                  |                                  |
| Tunnel |                        | 1. Yunosato-Tunnel (1167 m)      | 1. Yunosato-Tunnel (1167 m)      |
| ehemaliger Bahnhof | 76,0                   | Shiriuchi (知内信号)             | 1988–2014                        |
| Brücke über Wasserlauf |                        | Shiriuchi-gawa                   | Shiriuchi-gawa                   |
| Tunnel |                        | 2. Yunosato-Tunnel (1638 m)      | 2. Yunosato-Tunnel (1638 m)      |
| Brücke über Wasserlauf |                        | Omonai-gawa                      | Omonai-gawa                      |
| Tunnel |                        | 1. Omouchi-Tunnel (813 m)        | 1. Omouchi-Tunnel (813 m)        |
| Tunnel |                        | 2. Omouchi-Tunnel (1128 m)       | 2. Omouchi-Tunnel (1128 m)       |
| Brücke über Wasserlauf |                        | Mirokoshi-gawa                   | Mirokoshi-gawa                   |
| Tunnel |                        | 1. Mirokoshi-Tunnel (1634 m)     | 1. Mirokoshi-Tunnel (1634 m)     |
| Tunnel |                        | 2. Mirokoshi-Tunnel (166 m)      | 2. Mirokoshi-Tunnel (166 m)      |
| Tunnel |                        | 3. Mirokoshi-Tunnel (322 m)      | 3. Mirokoshi-Tunnel (322 m)      |
| Tunnel |                        | 4. Mirokoshi-Tunnel (405 m)      | 4. Mirokoshi-Tunnel (405 m)      |
| Brücke über Wasserlauf |                        | Tateari-gawa                     | Tateari-gawa                     |
| |                        |                                  |                                  |
| Abzweig geradeaus und ehemals von links · Kreuzung geradeaus oben (Querstrecke außer Betrieb) |                        | → Esashi-Linie                   | 1935–2014                        |
| Brücke über Wasserlauf · Brücke über Wasserlauf |                        | Kikonai-gawa                     | Kikonai-gawa                     |
| | 87,8                   | Kikonai (木古内)                 | 1930–                            |
| Strecke · Strecke nach links |                        | → Hokkaidō-Shinkansen            | 2016–                            |
| Strecke |                        | ↓ Esashi-Linie nach Hakodate     | 1930–                            |

Die Kaikyō-Linie (jap. 海峡線, Kaikyō-sen) ist eine im Jahr 1988 eröffnete Eisenbahnstrecke im Norden Japans, die gemeinsam von den Bahngesellschaften JR Hokkaidō und JR Freight betrieben wird. Sie beginnt in der Präfektur Aomori im Norden der Hauptinsel Honshū und führt durch den Seikan-Tunnel auf die Insel Hokkaidō. Der überwiegende Teil der Strecke wird seit 2016 sowohl von Shinkansen-Hochgeschwindigkeitszügen als auch von Güterzügen befahren, weshalb sie mit Dreischienengleisen ausgestattet ist.

## Beschreibung
Südlicher Ausgangspunkt der 87,8 km langen Kaikyō-Linie ist Naka-Oguni. Auf den ersten 2,3 km ist sie identisch mit der von Aomori her kommenden Tsugaru-Linie. Beide Linien trennen sich bei der Signalstation Shin-Nakaoguni. Die Kaikyō-Linie biegt hier nach Norden ab und vereinigt sich unmittelbar darauf mit der Schnellfahrstrecke Hokkaidō-Shinkansen. Auf den nächsten rund 84 km teilen sie sich dieselbe Trasse. Deswegen sind Dreischienengleise verlegt, sodass sowohl kapspurige Güterzüge als auch normalspurige Hochgeschwindigkeitszüge verkehren können. Nach dem Bahnhof Okutsugaru-Imabetsu wird die Tsugaru-Linie gekreuzt.
Etwa einen halben Kilometer südwestlich des Ortes Hamana in der Gemeinde Imabetsu erreicht die Strecke das Südportal des Seikan-Tunnels. Dieser ist 53,850 km lang und somit nach dem Gotthard-Basistunnel der zweitlängste Eisenbahntunnel der Welt; ebenso besitzt er nach dem Eurotunnel den weltweit zweitlängsten untermeerischen Abschnitt. Der Seikan-Tunnel besitzt zwei Notfallbahnhöfe, die bis 2013 auch fahrplanmässig bedient wurden und mit Personal besetzt waren. Unterhalb von Kap Tappi an der Nordspitze der Tsugaru-Halbinsel liegt der Bahnhof Tappi-Kaitei, der durch die Standseilbahn Seikan Tunnel Tappi Shakō Line mit der Oberfläche verbunden ist. Der Bahnhof Yoshioka-Kaitei vor der Küste Hokkaidōs ist der tiefstgelegene unterirdische Bahnhof der Welt.
Das Nordportal des Seikan-Tunnels befindet sich etwa sechs Kilometer westlich des Städtchens Shiriuchi. Es folgen mehrere weitere Tunnel zur Querung von Hügelzügen im Süden der Matsumae-Halbinsel. Kurz vor dem nördlichen Endpunkt, dem Bahnhof Kikonai, trennen sich Kaikyō-Linie und Hokkaidō-Shinkansen. Auf dem gemeinsam genutzten Abschnitt ist die Strecke mit 25 kV 50 Hz Wechselspannung elektrifiziert, ansonsten mit 20 kV 50 Hz. Die durchgehende Schienenverbindung zwischen den Großstädten Aomori auf Honshū und Hakodate auf Hokkaidō wird auch als Tsugaru-Kaikyō-Linie (津軽海峡線, Tsugaru-Kaikyō-sen) bezeichnet. Neben der Kaikyō-Linie umfasst sie die Tsugaru-Linie sowie Teile der Esashi-Linie und der Hakodate-Hauptlinie.

## Züge
Nach der Eröffnung verkehrten zwischen Aomori und Hakodate die Schnellzüge Kaikyō (海峡) und Hatsukari (はつかり), letztere ohne Zwischenhalte. Sie wurden 2002 durch die Schnellzüge Hakuchō (白鳥) und Super Hakuchō (スーパー白鳥) ersetzt, die Hachinohe mit Hakodate verbanden (ab 2010 Shin-Aomori mit Hakodate). Hinzu kamen folgende Nachtzüge: Von 1988 bis 2006 der Nihonkai (日本海) zwischen Osaka und Hakodate, von 1988 bis 2015 der Hokutosei (北斗星) zwischen Ueno und Sapporo, von 1989 bis 2015 der Twilight Express zwischen Osaka und Sapporo sowie von 1999 bis 2016 der Cassiopeia (カシオペア) zwischen Ueno und Sapporo. Seit der Inbetriebnahme der Hokkaidō-Shinkansen von Shin-Aomori über Kikonai nach Shin-Hakodate-Hokuto im Jahr 2016 gibt es auf der Kaikyō-Linie keinen Personenverkehr mehr, abgesehen von wenigen Sonderzügen zu touristischen Zwecken. Stattdessen verkehren zurzeit täglich 13 Shinkansen-Zugpaare.
Die Kaikyō-Linie ist eine bedeutende Arterie des Schienengüterverkehrs, die im Gegensatz zur Luftfahrt und der Küstenschifffahrt weitgehend unbeeinflusst von schlechten Wetterbedingungen ist. Wegen der unterschiedlichen Fahrdrahtspannung setzt JR Freight Mehrsystemlokomotiven des Typs EH800 ein. Seit dem Fahrplanwechsel vom 1. März 1994 wird fast der gesamte Güterverkehr mit Containern abgewickelt. Aus Sicherheitsgründen können verschiedene Gefahrgüter nicht durch den Seikan-Tunnel transportiert werden.
Die Höchstgeschwindigkeit der Shinkansen-Züge ist auf 140 km/h begrenzt, jene für Güterzüge auf 110 km/h. Aufgrund der gemeinsamen Nutzung der Trasse sind höhere Geschwindigkeiten zurzeit nicht möglich, da die von den Shinkansen-Zügen ausgehende Stoßwelle für Güterzüge zu gefährlich wäre. JR Hokkaidō und JR Freight arbeiten deshalb am Train-on-train-Konzept, mit dem kapspurige Güterwagen auf gedeckten normalspurigen Rollwagen transportiert werden sollen.

## Geschichte
Jahrzehntelang wurde der größte Teil des Verkehrs über die Tsugaru-Straße mit der Seikan-Fähre abgewickelt. Die Seehäfen von Aomori und Hakodate sind 113 km voneinander entfernt, eine Überfahrt dauerte je nach Wetterverhältnissen zwischen drei und fünf Stunden. Auf Hokkaidō bestand eine Schienenverbindung von Hakodate nach Matsumae (über die Esashi-Linie und die Matsumae-Linie). Im Norden Honshūs reichte die Tsugaru-Linie von Aomori nach Minmaya. Dazwischen gab es ebenfalls Fährverkehr, der aber nur von lokaler Bedeutung war. Die Eröffnung des Seikan-Tunnels erfolgte nach 24 Jahren Bauzeit am 13. März 1988, zusammen mit der gesamten Kaikyō-Linie.
Von Anfang an führten JR Hokkaidō und JR Freight den Personen- bzw. Güterverkehr durch. Die Strecke war zunächst nur mit Gleisen in Kapspurweite (1067 mm) ausgestattet und mit 20 kV 50 Hz Wechselspannung elektrifiziert. Obwohl die Kaikyō-Linie von Anfang an den Shinkansen-Spezifikationen entsprach, war Hochgeschwindigkeitsverkehr entgegen den ursprünglichen Planungen noch gar nicht möglich: Der Bau der Schnellfahrstrecke Tōhoku-Shinkansen hatte sich aufgrund des hohen Schuldenbergs der im Jahr 1987 privatisierten Japanischen Staatsbahn massiv verzögert. Erst 2010 erreichte sie Aomori, den Ausgangspunkt der teilweise mit der Kaikyō-Linie identischen Hokkaidō-Shinkansen.
Der Tunnelbahnhof Yoshioka-Kaitei wurde ab 18. März 2006 nicht mehr fahrplanmäßig bedient, der Tunnelbahnhof Tappi-Kaitei ab 11. November 2013. JR Hokkaidō legte beide am 15. März 2014 formell still, zusammen mit der Haltestelle Shiriuchi. Diese Maßnahme war notwendig, um die Strecke für die zukünftige Nutzung durch Hochgeschwindigkeitszüge mit Normalspurweite (1435 mm) einrichten zu können. Neben dem Einbau von Dreischienengleisen umfasste dies auch die Erhöhung der Oberleitungsspannung von 20 auf 25 kV am 22. März 2016. Vier Tage später, am 26. März 2016, nahm die Hokkaidō-Shinkansen den Betrieb auf.

## Liste der Bahnhöfe
| Name                                  | km   | Anschlusslinien                  | Lage   | Ort        | Präfektur |
| ------------------------------------- | ---- | -------------------------------- | ------ | ---------- | --------- |
| Naka-Oguni (長万部)                   | 00,0 | Tsugaru-Linie                    | Koord. | Sotogahama | Aomori    |
| Okutsugaru-Imabetsu (津軽今別)        | 13,0 | Hokkaidō-Shinkansen              | Koord. | Imabetsu   | Aomori    |
| Tappi-Kaitei (竜飛海底) (bis 2014)    | 32,5 |                                  | Koord. | Sotogahama | Aomori    |
| Yoshioka-Kaitei (吉岡海底) (bis 2014) | 55,5 |                                  | Koord. | Fukushima  | Hokkaidō  |
| Shiriuchi (知内) (bis 2014)           | 76,0 |                                  | Koord. | Shiriuchi  | Hokkaidō  |
| Kikonai (木古内)                      | 87,8 | Hokkaidō-Shinkansen Esashi-Linie | Koord. | Kikonai    | Hokkaidō  |